# Calocalanus ovalis
Calocalanus ovalis är en kräftdjursart som beskrevs av Schmeleva 1965. Calocalanus ovalis ingår i släktet Calocalanus och familjen Paracalanidae. Inga underarter finns listade i Catalogue of Life.